# Aleksandar Kovačević (piłkarz)
Aleksandar Kovačević (ur. 9 stycznia 1992 w Belgradzie) – serbski piłkarz występujący na pozycji pomocnika w  serbskim klubie Novi Pazar. Wychowanek Crvenej zvezdy, w swojej karierze grał także w takich klubach, jak FK Sopot, Spartak Subotica, Lechia Gdańsk, Śląsk Wrocław i FK Haugesund. W latach 2013–2015 reprezentant Serbii do lat 21. Uczestnik Mistrzostw Europy U-21 2015.